# Esmail Bakhshi
Esmail Bakhshi (persisch اسماعیل بخشی) ist ein iranischer Gewerkschafter.
Bakhshi (oder Bachschi) vertritt den Unabhängigen Arbeiterrat der Angestellten der Zuckerfabrik Haft Tapeh in Chuzestan. Er wurde am 18. November 2018 in Schusch während Arbeitsprotesten in der lokalen Zuckerrohrfabrik mit weiteren Arbeitern festgenommen. Die Mitarbeiter von Haft Tappeh Sugarcane protestierten monatelang gegen unbezahlte Löhne, die Privatisierung des Unternehmens und die Inhaftierung von Arbeitern. Alle Arbeiter, außer Bakhshi, wurden gegen Kaution freigelassen.
Am 29. November 2018 gab die iranische Busfahrergewerkschaft in einer Erklärung bekannt, dass Esmail Bakhshi ins Krankenhaus eingeliefert worden sei.